# Дорофей (Венардос)
Епископ Дорофей Вернадос (греч. Επίσκοπος Δωρόθεος Βενάρδος; 1912, Пирей — 19 февраля 1978) — епископ Александрийской православной церкви, в 1970—1972 годы — титулярный епископ Вавилонский, викарий Александрийской архиепископии.

## Биография
Родился в 1912 году в Пирее в семье выходцев с Китиры.
В молодости стал монахом в Монастыре Великая Лавра на Афоне. Епископом Мосхонисийским Фотием был рукополжён в сан диакона. В 1939 году митрополитом Мелитопольским Иерофеем рукоположён в сан пресвитера с возведением в сан архимандрита. Служил приходским священником в Пирее и Афинах.
Во время оккупации Греции устраивал богослужения для заключённых (Θρησκευτικής Υπηρεσίας Φυλακισμένων) и заботился о лицах, освобождённых из мест лишения свободы в рамках «Εταιρίας Προστασίας Αποφυλακισμένων Αθηνών».
В 1944 году окончил богословскую школу Афинского университета.
Перешёл в клир Александрийского Патриархата и 11 декабря 1970 года рукоположён в титулярного епископа Вавилонского.
В 1972 году ушёл на покой. Скончался 19 февраля 1978 года.